# Minorités sexuelles et de genre au Sénégal
Les minorités sexuelles et de genre au Sénégal font face depuis le début des années 2010 à une homophobie croissante, avec notamment des peines de prison d'un à cinq ans. Certaines tombes sont profanées et le terme de góor-jigéen, utilisé depuis au moins un siècle pour parler des personnes queer, est employé comme une insulte. Quelques œuvres d'art abordent ces circonstances.

## Histoire

### Au sein de l'Afrique-Occidentale française
Depuis la fin du XIXe siècle, des traces écrites attestent de l'utilisation du mot góor-jigéen, littéralement « homme-femme » en langue wolof. De plus, durant la période où Dakar était la capitale de l'Afrique-Occidentale française dans la première moitié du vingtième siècle, de nombreux témoignages font état d'une vie LGBT animée dans la ville.

### Depuis l'indépendance
Avant 2008, le Sénégal est considéré comme l'un des pays africains les plus tolérants à l'égard de l'homosexualité. Il s'agit ainsi du premier pays d'Afrique francophone à créer des programmes de santé publique destinés aux hommes ayant des rapports homosexuels. Cette tolérance est cependant relative, les homosexuels trop visibles risquant toujours d'être la cible de jets de pierre. Par la suite, des évènements survenus en 2008 et 2009 font exploser l'homophobie au Sénégal.
En août 2008, deux hommes, dont un citoyen belge, sont condamnés à deux ans de prison pour « mariage homosexuel et actes contre nature ». L'opinion publique réagit fortement, l'un des protagonistes du « mariage » doit s'exiler en Afrique du Sud et juste après, des jeunes hommes accusés d'actes homosexuels sont arrêtés, avant d'être relâchés,. Mbaye Niang, imam et parlementaire, protestant contre leur libération, organise par ailleurs une manifestation contre l'homosexualité. Une série de chasse aux sorcières s'ensuit dans la société sénégalaise contre des personnes accusées d'actes homosexuels.
Le 6 janvier 2009, neuf Sénégalais, interpellés à un domicile privé, sur dénonciation, ont été condamnés à 8 ans de prison ferme pour « association de malfaiteurs »,. Il s'agit d'homosexuels engagés dans la lutte contre le sida, dont des représentants d'AIDES au Sénégal. Leur peine serait aggravée par la saisie sur place de jouets sexuels et de préservatifs, utilisés pour la lutte contre le sida. Le président français Nicolas Sarkozy s'est dit lors d'un conseil des ministres « ému et préoccupé » par cette arrestation. Le directeur de l'ANRS (France Recherche Nord & Sud Sida-hiv Hépatites) a fait part de son « inquiétude », et le Conseil national du sida a demandé au gouvernement français de « réagir » à cette condamnation,. Le maire de Paris Bertrand Delanoë a exprimé sa « très vive préoccupation »,. Le 14 janvier, l'association AIDES lance une pétition adressée au président du Sénégal, Abdoulaye Wade. La Cour d'appel de Dakar annule leur condamnation et les neuf hommes sont libérés le 20 avril 2009.
En décembre 2015 et en octobre 2020, à nouveau, des groupes de personnes sont arrêtés pour avoir participé, dans un cadre privé, à des cérémonies de mariage entre personnes de même sexe,,.
Le 21 février 2022, une importante manifestation a lieu à Dakar, à l'appel d'un collectif de 125 associations anti-LGBT, pour exiger la criminalisation de l'homosexualité.

## Conditions de vie

### Contexte juridique
La loi contre l’homosexualité reprend l'ordonnance française de juin 1942 signée par le maréchal Philippe Pétain, elle-même inspirée d'une loi allemande, elle-même inspirée du puritanisme victorien. Il faut ajouter à cela une forte influence de l'islam, religion majoritaire dans le pays et présente depuis l'époque des Almoravides, au XIe siècle.
L'homosexualité est punie, au Sénégal, aux termes de l'article 319 du code pénal sénégalais, alinéa 3, issu de la loi no 66-16 du 12 février 1966 : « sera puni d'un emprisonnement d'un à cinq ans et d'une amende de 100 000 à 1 500 000 francs, quiconque aura commis un acte impudique ou contre nature avec un individu de son sexe. Si l'acte a été commis avec un mineur de 21 ans, le maximum de la peine sera toujours prononcé ».

#### Application et évolution de la loi
En 2008, fait exceptionnel, une proposition de loi réunit de nombreux députés du parti au pouvoir et de l'opposition pour imposer une peine plus sévère aux condamnés pour homosexualité. Cette entente a pour racine l'homophobie unanime des leaders religieux musulmans de confréries pourtant concurrentes. De jeunes rappeurs soutiennent aussi l'initiative.
En 2014, le président Macky Sall déclare que le pays n'est pas prêt à dépénaliser l'homosexualité. Deux ans plus tard, il précise que l'homosexualité est contraire à la religion musulmane et que « tant qu[’il] sera président de la République, l’homosexualité ne sera jamais permise ici ». Ces positions tranchent avec celles exprimées lors de la campagne électorale de 2011, quand il proposait de gérer le sujet des personnes LGBT de façon « moderne et responsable ». Des proches de son adversaire Abdoulaye Wade l'avaient alors accusé d'être à la solde des « lobbies gay ».
Depuis 2019, Hawa Watt est accusée de lesbianisme et incarcérée,.
En 2021, un projet de loi mentionne explicitement « lesbianisme, homosexualité, bisexualité, transsexualité, intersexualité, zoophilie, nécrophilie et autres pratiques assimilées » et augmente considérablement la peine prévue. Il est porté par le collectif « And Samm Jikko » (« Ensemble pour la sauvegarde des valeurs » en wolof),,,. La coalition au pouvoir s’oppose à cette évolution d’une loi qu’elle estime suffisante,, et le projet de loi est écarté,. Mais le chef de l'État et les autorités sénégalaises restent opposés à tout assouplissement de la loi. Un des plus hauts chefs religieux du Sénégal, Serigne Mountakha Mbacké, réagit à l'abandon du projet de loi en encourageant toutes les démarches légales contre l’homosexualité. La même année, le Sénégal est retiré de la liste des pays d’origine sûrs par l’Ofpra en raison des risques liés à l’orientation sexuelle.
Le projet de loi proposé en 2022 est soumis à nouveau au parlement en juin 2024 par le député Cheikh Abdou Bara Dolly Mbacké.

### Homophobie dans le débat politique
Le rejet d'une homosexualité prétendument importée par l'Occident est considéré comme « un devoir moral voire patriotique » qui alimente une certaine idée de l'identité nationale.
La presse, selon Camille Belsoeur de Slate Afrique, contribue à la diffusion de l'homophobie, par des titres racoleurs ou une présentation partiale des faits relatifs à ce sujet. Cette presse à scandale est nourrie par les rumeurs sur les personnes considérées comme LGBT, de plus en plus souvent relayées par des vidéos sur Internet.
Des observateurs ont insisté sur l'idée que le rejet de l'homosexualité n'est cependant pas homogène dans la société sénégalaise : un discours progressiste, encore minoritaire, est porté notamment par des associations sénégalaises. Par ailleurs, un chercheur explique que « les hésitations du gouvernement à criminaliser formellement l’homosexualité et l’appui informel accordé aux organisations de défense des droits des homosexuels encouragent à relativiser » l'homophobie d'État.

### Attaques et violence
En raison des mentalités et de la loi, la vie des personnes LGBT est particulièrement difficile. Le fondateur de l'association Prudence, Djamil Bangoura, et le président d'AIDs Sénégal, Djiadi Diouf, ont témoigné du quotidien des personnes dont l'homosexualité a été révélée et qui doivent faire face à la violence homophobe.
Frustrés par le « laxisme » du gouvernement, un groupe de leaders religieux musulmans créent en réaction le « Front islamique pour la défense des valeurs éthiques » et déclarent souhaiter la peine de mort pour toute personne condamnée pour homosexualité. Cette initiative rejaillit partout dans le pays : des corps de Goor-jigen ( « hommes-femmes » dans la tradition sénégalaise) sont ainsi exhumés de cimetières dans plusieurs régions du Sénégal. Dans un village proche de Kaolack, un enterrement d'une Goor-jigen est perturbé en août 2008 et le cadavre est exhumé en novembre, un évènement similaire se produit en juin 2009 à Thiès, avec l'exhumation des corps de deux homosexuels présumés,. En 2014, une foule empêche l’enterrement d’un homosexuel dans un cimetière musulman. La vidéo, devenue virale, de l'exhumation du cadavre d'un homme homosexuel est le point de départ du roman De purs hommes, de Mohamed Mbougar Sarr,.
En 2014, des étudiants ont lynché un homme qui avait prétendument regardé de façon trop insistante son voisin d'urinoir.
En 2022, après que le joueur de football sénégalais du PSG Idrissa Gana Gueye refuse de s'associer à une action contre l'homophobie,, la police sénégalaise lance une enquête sur une vidéo virale, dans laquelle on voit plusieurs dizaines de Sénégalais encerclant un jeune homme presque nu, un artiste musicien américain, le frappant et proférant des insultes homophobes. Trois personnes sont arrêtées pour mise en danger de la vie d’autrui et violences,.
En octobre 2023, l'enterrement à Touba d'un homme considéré comme homosexuel est interdit par l'autorité religieuse locale. L'homme est alors enterré à Kaolack mais une foule refuse qu'un homosexuel soit enterré dans le cimetière local, exhume le corps et le brûle. Le procureur de la république à Kaolack dénonce un acte « barbare » et Serigne Cheikh Tidiane Khalifa Niasse, khalife général de la branche niassène de la confrérie tidjane (branche qui gère le cimetière de Kaolack dans lequel le corps a été exhumé), exprime sa « condamnation catégorique » et dénonce une « interprétation déviante » de l'islam. Plusieurs personnes sont arrêtées,,,.

## Culture

### Femmes queer etsutura
Les lesbiennes au Sénégal récupèrent l'idéal de chasteté et de discrétion appelé sutura et s'en servent pour s'aménager des espaces à elles, en organisant par exemple des soirées à leur domicile ou dans des boîtes de nuit.

### Organisations
L'association Sourire de femme et sa présidente Ndeye Kebe défendent les droits des lesbiennes,. De manière générale, les femmes sont exclues des associations gays, formées principalement pour lutter contre l'épidémie du sida.
Certaines organisations de lutte contre le sida, préférant ne pas faire passer leurs communications par des canaux publics, emploient des gens pour créer de faux profils attirants sur des réseaux sociaux ou des sites de rencontres et envoyer des messages privés contenant des informations sur par exemple les moyens de protection ou les services de dépistage.

### Dans la littérature
En 2018 et 2020, les romans De purs hommes de Mohamed Mbougar Sarr et Les Pangolins de Dakar de Valérian MacRabbit décrivent les conditions de vie des personnes LGBT au Sénégal.

### Au cinéma
Karmen Geï est un film sénégalais sur la bisexualité féminine,.

### Dans l'art performance
L'exhumation homophobe de Madièye Diallo a fait l'objet de la performance Éthérée de Mame-Diarra Niang.

## Documents
- OFPRA, « La situation des personnes homosexuelles au Sénégal »(Archive.org • Wikiwix • Archive.is • Google • Que faire ?), sur ofpra.gouv.fr, 25 septembre 2014
- Aminata Cécile Mbaye, Les Discours sur l’homosexualité au Sénégal, AVM Edition, 2018.

### Audio
- Arwa Barkallah, « Le dilemme des homosexuels lorsqu'il faut sortir du placard » [audio], sur euronews, 21 janvier 2021 (consulté le 23 janvier 2022)
- « LaLibre Dossier - Être homosexuel au Sénégal épisode 2 », sur dossiers.lalibre.be (consulté le 23 janvier 2022)
- « Les LGBTI au Sénégal, une vie au secret » [audio], sur France Culture (consulté le 11 septembre 2020)